# تامارا شکیرووا
تامارا شکیرووا (۲۶ نوامبر ۱۹۵۵–۲۲ فوریه ۲۰۱۲ (سن ۵۶)) بازیگر اهل کشور اتحاد جماهیر شوروی و ازبکستان بود. از فیلم‌هایی که وی در آنها بازی کرده‌است می‌توان به فیلم ابوریحان بیرونی اشاره نمود.